# Rossbosjön
Rossbosjön är en sjö i Svenljunga kommun i Västergötland och ingår i Ätrans huvudavrinningsområde. Rossbosjön ligger i Amma- och Hästamossarna Natura 2000-område.